# Kabupaten Indramayu
Kabupaten Indramayu är ett kabupaten i Indonesien.   Det ligger i provinsen Jawa Barat, i den västra delen av landet, 150 km öster om huvudstaden Jakarta. Antalet invånare är 1 714 184.